# 千岡ななえ
千岡 ななえ（ちおか ななえ、1984年 - ）は、日本の漫画家。香川県高松市出身。女性。

## 人物
2006年に個人のWEB漫画サイトを立ち上げた事を契機として、活動を開始する。
主にニコニコ静画等の、漫画を扱うWEBサイトで作品を連載している。
関東地方に在住している。趣味は読書。

## 作品リスト

### 連載
- お梅とお松（『まんがドカン小町』掲載、ニコニコ静画連載） - 単行本未刊行
- その推し、××につき!（『Pinkcherie』2017年9月 - 連載中、既刊4巻）

### アンソロジー
- マジキュー4コマ ココロコネクト（第2巻、2012年9月25日発売、角川書店）ISBN 978-4-0472-8439-5